# 崔希璋
崔希璋（1914年—1995年），男，江苏太仓人，中国大地测量学家，曾任武汉测绘科技大学教授、博士生导师。